# Fifth Air Force
La Fifth Air Force è una forza aerea numerata della Pacific Air Forces. Il suo quartier generale è situato presso la Yokota Air Base, in Giappone.

## Missione
La 5th AF sostiene la difesa del Giappone, promuove gli interessi americani e in generale la sicurezza e la stabilità dell'area del Pacifico occidentale attraverso operazioni aeree, spaziali e di cyberspazio bilaterali, mettendo a disposizione le forze aeree dell'USAF in Giappone e rispondendo rapidamente ad ogni crisi.

## Organizzazione
Attualmente, al maggio 2017, essa controlla:
- 18th Wing, Kadena Air Base, Giappone
- 35th Fighter Wing, Misawa Air Base, Giappone
- 374th Airlift Wing, Yokota Air Base, Giappone